# Registro italiano navale
Il Registro italiano navale nasce a Genova nel 1861, col nome di Registro Italiano, su iniziativa dell'Associazione della Mutua Assicurazione Marittima e degli armatori genovesi. La sua fondazione è annunciata sul quotidiano Corriere Mercantile il 24 settembre 1861.
Terza società di classificazione fondata nel mondo, nasce come Ente di diritto privato senza scopi di lucro, accreditato per svolgere accertamenti, anche di carattere statuale, inerenti alla sicurezza della navigazione e alla stazzatura delle navi.
Fino al 1999 ha svolto direttamente le attività operative inerenti alla classificazione e certificazione statuale, in regime di monopolio sulle navi battenti bandiera italiana e anche su quelle battenti altre bandiere. 
Nel 2000, in concomitanza con la cessazione del regime di monopolio, ha trasferito tutte le attività operative a RINA S.p.A., società per azioni con sede a Genova di cui divenne azionista unico e di cui oggi è azionista di riferimento.

## Storia

### Origini
L'origine delle società di classificazione è legata alla necessità per armatori e assicuratori marittimi di incaricare un soggetto terzo per effettuare accertamenti di carattere tecnico sulla sicurezza delle navi e, di conseguenza, la loro affidabilità ai fini di determinare i premi assicurativi.
Ciò ha portato alla nascita dei registri di classificazione navali, ossia enti certificatori che si occupano di attribuire una classe alle navi, in base a requisiti precisati nei propri regolamenti di classificazione, e di effettuare le verifiche iniziali al momento della costruzione e periodiche durante l’esercizio per accertare il mantenimento di tali requisiti, e dunque confermare la validità del certificato di classe. 
I registri di classificazione navali pubblicavano e pubblicano tuttora degli annuari (chiamati 'Libri Registro') in cui sono rese pubbliche le caratteristiche degli scafi e delle attrezzature per ciascuna nave, rappresentate tramite simboli descritti nei regolamenti di classificazione.
La società di classificazione delle navi mercantili in Italia fu costituita a Genova nel 1861 con il nome di Registro Italiano, su iniziativa della Mutua Assicurazione Marittima e dai gestori o proprietari di navi (o "azionisti di navi", com’erano chiamati all’epoca), per coprire i rischi relativi a perdite e/o danni allo scafo e al sartiame delle navi a vela. Si tratta del terzo registro di classificazione navale al mondo per data di fondazione, dopo il Lloyd's Register inglese (1764) ed il Bureau Veritas francese (1828).
Nel 1910, dopo alcuni cambi di statuto e aggiornamento dei propri regolamenti, è riconosciuto con decreto ministeriale come Ente accreditato di svolgere accertamenti, anche di carattere statuale, inerenti alla sicurezza della navigazione e alla stazzatura delle navi. 
Dopo vari cambi di denominazione e compiti, che arrivano fino ai controlli sui nascenti mezzi aerei adibiti a trasporto commerciale, precedenti alla formazione del Registro Aeronautico, assume la sua attuale denominazione di Registro Italiano Navale nel 1938. 
Il Registro Italiano Navale è promotore della prima conferenza delle società di classificazione nel 1939 a Roma, a cui partecipano l’American Bureau of Shipping, il British Corporation e il Lloyd’s Register of Shipping, il Bureau Veritas, il Det Norske Veritas, il Germanischer Lloyd e il Teikoku Kiji Kyokai. La conferenza è indetta per stabilire criteri comuni a tutti gli Stati sull’applicazione della Convenzione internazionale sul bordo libero, adottata a Londra nel 1930. 
Il Registro Italiano Navale è inoltre socio fondatore dell'IACS (Associazione internazionale delle società di classificazione), un’organizzazione non governativa che lavora principalmente in coordinamento con l’International Maritime Organisation (IMO) e che ha attualmente per membri dodici società di classificazione.
Fino al 1999, il Registro Italiano Navale opera in regime di monopolio per le attività di classificazione e di certificazione statuale sulle navi battenti bandiera italiana. In seguito, una direttiva europea del 1994, divenuta successivamente regolamento cogente per tutti gli Stati membri, ha imposto una liberalizzazione delle attività di classificazione e di certificazione, con un meccanismo di riconoscimento e di accreditamento degli organismi riconosciuti.
Questo ha portato il Registro Italiano Navale a costituire una società per azioni, RINA S.p.A., per affrontare la piena concorrenza con le altre società di classificazione. Il Registro Italiano Navale e RINA diventano perciò due entità giuridiche distinte.

### La denominazione
Il Registro Italiano Navale è costituito a Genova nel 1861 con il nome di Registro italiano.
Viene riformato nel 1910 con la denominazione di Registro nazionale italiano, a seguito di una fusione tra il Registro Italiano e il Registro Nazionale, e con l’unione dei rispettivi regolamenti di classificazione il nuovo ente passa dalle navi a vela ai battelli in ferro a vapore, e quindi ai piroscafi in acciaio.
Con regio decreto del 18 novembre 1917, il suo titolo è modificato in Registro navale italiano.
Dopo la fusione con il Veritas Austroungarico il 9 giugno 1921, riprende il vecchio nome di Registro italiano.
Dal 1927 viene conferito al Registro anche il servizio di classificazione degli aeromobili destinati al servizio civile, assumendo la denominazione di "Registro italiano navale ed aeronautico" (R.I.N.A.).
Sotto la presidenza dell'ammiraglio Alfredo Baistrocchi, il 24 novembre 1938 è istituito separatamente il Registro aeronautico italiano per l'attività di verifica sugli aeromobili, mettendolo alle dipendenze dell'allora Ministero dell’Aeronautica e pertanto l'Istituto riprende la vecchia denominazione di Registro italiano navale, che mantiene tuttora.

## Attività

### La classificazione navale
Il Registro Italiano Navale è un ente di diritto privato senza fini di lucro, assimilabile a una fondazione, che fino al 1999 ha operato principalmente nella classificazione di navi.
Il certificato di classe è il documento confermante che una nave è stata progettata e costruita in conformità con i regolamenti/criteri previsti dalla società di classificazione stessa (a loro volta conformi ai principi fissati internazionalmente dall'IACS), e pertanto è idonea a svolgere l'attività per la quale è stata concepita. 
I membri dell'IACS svolgono l'attività istituzionale per conto dei singoli stati membri dell'Organizzazione Marittima Internazionale (IMO). Oltre 100 governi in tutto il mondo delegano questa autorità ai membri dello IACS.
Per mantenere la validità del certificato di classe mentre è in servizio, la nave deve essere sottoposta a ispezioni periodiche (di solito annuali) e a verifiche più approfondite e dettagliate che avvengono ogni cinque anni, in sede di rinnovo del certificato di classe. Tali visite diventano sempre più severe con l'età delle navi.
Il Libro Registro è l'elenco ufficiale annuale pubblicato da ciascuna società di classificazione delle navi mercantili del mondo. Esso attesta, originariamente a puri scopi assicurativi, le principali caratteristiche di classificazione delle navi, sulla base dei criteri stabiliti da ciascuna società nei propri regolamenti. 
Il Libro Registro non va confuso con il registro di matricola, ovvero il libro tenuto dai compartimenti marittimi o uffici portuali per iscrivere le navi adibite alla navigazione marittima di proprietà dei residenti nella loro circoscrizione, purché abbiano i requisiti prescritti per l'individuazione e la nazionalità. Da tale registro risultano anche gli atti di trasferimento della proprietà e gli eventuali diritti reali gravanti sulle navi. 
Il certificato di classe viene rilasciato da un pubblico registro per la classificazione delle navi e attesta a quale "classe" la nave appartiene. La classe è assegnata secondo tre parametri principali: il grado di fiducia sulla bontà della nave lo stato dello scafo e quello delle attrezzature (es. alberature, cavi, vele, ormeggi).
La classificazione di una nave è essenziale per la sua progettazione strutturale e tecnica e per il suo funzionamento, e influisce sulla costruzione navale, sulla manutenzione e la riparazione, sul nolo marittimo, sulla mediazione assicurativa nonché sull'attività bancaria.
Il mancato rispetto delle normative previste o la mancata osservanza delle raccomandazioni in seguito a una visita di classificazione, può provocare la sospensione o il ritiro della classe, la cosiddetta declassificazione. Ne consegue che la certificazione a norma di legge emessa in base alla classificazione, sarà invalidata.
Le autorizzazioni più comuni sono collegate a queste convenzioni internazionali:
- Convenzione internazionale sul bordo libero
- SOLAS
- MARPOL
- Convenzione Internazionale sulla Stazzatura delle Navi.

In queste convenzioni sono contenuti i Codici obbligatori che comprendono il trasporto delle merci pericolose, come i Codici internazionali per il gas e le sostanze chimiche nonché le conseguenti procedure per il "safe management".
Dal punto di vista privatistico, la maggior parte delle polizze assicurative trasporti comprende una Clausola di Classificazione, che stabilisce che il carico trasportato con navi classificate dai membri dell'IACS, senza alcuna modifica, subordinatamente ad alcune restrizioni, sarà classificato secondo le tariffe concordate nella polizza.

### Il Registro Italiano Navale oggi
Dopo aver trasferito a RINA S.p.A. tutte le attività operative, il Registro Italiano Navale ha mantenuto il suo stato di ente privato senza fini di lucro, il cui scopo sociale è contribuire, nell’interesse della collettività, alla salvaguardia della vita umana, dei beni e dell’ambiente.
In particolare, secondo il suo Statuto, il Registro Italiano Navale può costituire o assumere la partecipazione di organismi dedicati allo studio, alla promozione e allo sviluppo della ricerca in diversi settori scientifici e tecnologici. Ad esempio, nel 2003 è co-fondatore di ENR (Ente Nazionale Ricerca e promozione per la standardizzazione), ente che interviene nei processi di stesura, verifica di fattibilità e diffusione delle norme tecniche in ambito marino e marittimo, agroalimentare, sanitarie e di governance della Pubblica Amministrazione. 
Infine, il Registro Italiano Navale dedica una parte dei proventi, quando positivi, a iniziative benefiche e di carattere sociale, come donazioni a scuole primarie e secondarie e borse di studio erogate annualmente a studenti e/o laureati.
A novembre 2021, in occasione dei 160 anni dalla sua fondazione, il Registro Italiano Navale ha donato i suoi Libri Registro, in formato digitale, al Museo del Mare di Genova. Gli elenchi ufficiali contano più di 140 mila pagine.

## Statuto e organi direttivi
Gli organi direttivi del Registro Italiano Navale sono rinnovati ogni quattro anni e comprendono:
- il consiglio di amministrazione, formato da 26 membri designati tra gli altri da:
  - Ministero delle infrastrutture e dei trasporti
  - Camere di Commercio
  - Associazione nazionale fra le imprese assicuratrici e compagnie di Assicurazioni Marittime
  - Confederazione Italiana Armatori
  - Associazione Armatori
  - Associazione Nazionale dei Costruttori Navali
  - Associazione Trasporti (ASSTRA)
  - Federazione Industrie Siderurgiche
  - rappresentanti dei Lavoratori Trasporti, del personale del Registro Italiano Navale e degli organismi associativi o societari da esso partecipati;
- il comitato esecutivo, formato dal Presidente, dal Vice Presidente e da altri 3 membri eletti dal Consiglio di Amministrazione;
- il comitato tecnico, costituito da 21 membri designati tra gli altri da:
  - Ministero delle infrastrutture e dei trasporti
  - Ministero della difesa
  - Università di Genova
  - Università di Napoli
  - Università di Trieste
  - Confitarma
  - Assarmatori
  - Associazione Nazionale dei Costruttori Navali
  - CETENA (società del gruppo Fincantieri
  - RINA Services S.p.A.
- il collegio dei revisori dei conti, formato da 5 membri, di cui uno nominato dal Ministero dell'economia e delle finanze e di diritto suo Presidente, un rappresentante del Ministero delle infrastrutture e dei trasporti e altri tre rappresentanti nominati dal Consiglio di Amministrazione.

L’attuale Presidente del Registro Italiano Navale è Paolo d’Amico, presidente esecutivo della D’Amico International Shipping, eletto a ottobre 2020 e che resterà in carica fino al 2023. Il Vice Presidente è Luigi Merlo e il Presidente Onorario è Gaspare Ciliberti, già Presidente del Registro Italiano Navale dal 1999 al 2020.
I servizi del Registro Italiano Navale sono ordinati in una Segreteria della Presidenza, in Roma, e da una Segreteria Amministrativa, a Genova, poste alle dipendenze del Segretario Generale.

## Evoluzione
Oltre alla tradizionale attività di classificazione navale, il Registro Italiano Navale ha diversificato nel tempo le proprie attività, estendendole alla certificazione dei sistemi di gestione, dei prodotti e del personale (in conformità con gli standard ISO in campo aziendale, di processo, ambientale, etico, ecc.), oltre che all'ambito industriale (piattaforme offshore, impianti petroliferi, immobiliare).
Con particolare riferimento alla questione ambientale, RINA (l'azienda privata a cui il Registro Italiano Navale nel 1999 ha trasferito tutte le attività operative) ha creato nel 2008 una notazione di classe proprio per la tutela dell'ambiente: il Green Plus.
Esso rappresenta un indice di performance ambientale degli yacht; si tratta di una normativa volontaria, ossia è libertà di armatori e costruttori progettare uno yacht secondo regole ecosostenibili. Il quadro normativo prevede qualsiasi soluzione tecnica in grado di abbattere il rischio di impatto ambientale. In occasione del Monaco Yacht Show nel settembre 2009, sono stati consegnati tre certificati di notazione Green Plus a tre megayacht costruiti in Italia, tra cui il MY Ocean Emerald, mentre in Cina, il Green Voyager, è il primo yacht di 45 m ibrido che ha richiesto la certificazione Green Plus.
RINA opera anche nel settore ferroviario, dove è stato accreditato dal Ministero delle infrastrutture e dei trasporti come Ente Notificato per la direttiva europea 2008/57/CE relativa all'interoperabilità ferroviaria su linee ad alta velocità e convenzionali. RINA ha sviluppato il proprio laboratorio di certificazione ferroviaria sito in Genova, dove è in grado di eseguire i test per la verifica di conformità alle specifiche tecniche di interoperabilità (STI) della direttiva europea 2008/57/CE di prodotti ferroviari EUROBALISE, ETCS, GSM-R ed EUROLOOP. RINA è inoltre VIS (verificatore indipendente di sicurezza) riconosciuto dall'Agenzia nazionale per la sicurezza delle ferrovie (ANSF).